# Gustav Disse
Gustav Disse (* 28. September 1933 in Wattenscheid; † 11. November 2020) war ein deutscher Marathonläufer aus Bochum, der 1956, 1957 und 1959 die deutschen Marathon-Meisterschaften gewann.

## Leben
Gustav Disse startete für den Sportclub Dahlhausen. Bei den Deutschen Meisterschaften 1956 in Berlin gewann er den Titel im Marathonlauf mit zweieinhalb Minuten Vorsprung vor dem Essener Fritz Schöning. In der Mannschaftswertung siegte Gustav Disse zusammen mit Reinhold Hundt und August Ruttloh. 1957 in Düsseldorf siegte Disse erneut mit über zwei Minuten Vorsprung vor Fritz Schöning. In der Mannschaftswertung siegte TUSEM Essen mit Fritz Schöning vor Dahlhausen mit Disse sowie Walter und August Ruttloh. 1959 in Delmenhorst gewann Disse die Einzelwertung vor Jürgen Wedeking von TSR Olympia Wilhelmshaven, die Wilhelmshavener siegten in der Mannschaftswertung vor Dahlhausen mit Disse, Ruttloh und Ruttloh. Bei den Deutschen Meisterschaften 1961 belegte Disse über 10.000 Meter den zweiten Platz hinter Roland Watschke, 1962 war erneut Zweiter, diesmal hinter Peter Kubicki. 
Disse kam von 1956 bis 1962 auf 15 Einsätze im Nationaltrikot. Seine Bestzeiten waren 14:07,4 Minuten über 5000 Meter, 29:24,4 Minuten über 10.000 Meter und 2:24:51 Stunden im Marathonlauf. Am 22. September 1962 stellte er in Witten mit 19.441 Metern einen deutschen Rekord im Stundenlauf auf. 
Bei den Olympischen Spielen 1972 in München war Disse bei den Straßenwettbewerben im Kampfgericht tätig. Er war bis 2010 im Vorstand des Leichtathletik-Verbandes Westfalen e. V. und war dort lange als Ehrenmitglied aktiv. 
Disse war langjährig als Trainer im Bereich Mittel- und Langstreckenlauf für den TV Wattenscheid 01 verantwortlich. Zu seinen Schützlingen zählten so erfolgreiche Läufer wie Manfred Lubba, Hans-Dieter Schulten, Willi Wagner, Winfried Hellweg, Günther Korb, Anton Kirschbaum und der frühere ZDF-Sportstudio-Moderator Wolf-Dieter Poschmann.